# 比彭
比彭是德国下萨克森州的一个市镇。总面积79.25平方公里，总人口3005人，其中男性1489人，女性1516人（2011年12月31日），人口密度38人/平方公里。